# Sandy Turnbull
Alexander Thomas Turnbull, detto Sandy (Paris, 6 dicembre 1872 – Burnaby, 27 agosto 1956), è stato un giocatore di lacrosse canadese, vincitore di una medaglia d'oro nel lacrosse maschile a squadre ai Giochi della IV Olimpiade.

## Palmarès
In carriera ha conseguito i seguenti risultati:
- Giochi olimpici

Londra 1908: oro nel lacrosse maschile a squadre.